# Llengües harákmbut–catuquines
Les llengües harákmbut–catuquines és una proposta que relaciona les famílies de llengües indígenes sud-americanes Harákmbut i catuquines. Hi ha proves raonablement bones que les dues estan relacionades. Jolkesky (2011) també hi afegeix les llengües arawanes a la família.

## Divisió de la família
- Harákmbut
  - Huachipaeri (també conegut com a Huachipaire, Wacipaire)
  - Amarakaeri
- catuquines
  - Kanamarí
  - Katawixí
- Arawanes

Jolkesky (2011) va concluir que les Arawanes és propera tant al Harákmbut com a les catuquines.
Ramificació interna de la família Arawá-Katukína-Harakmbet segons Jolkesky (2011):
|  | Arawá                       |
|  |                             |
|  | \| \| Harakmbet \| \| \| \| |
|  |                             |
|  | Harakmbet                   |
|  |                             |

|  | Harakmbet |
|  |           |

|  | Arawá                       |
|  |                             |
|  | \| \| Harakmbet \| \| \| \| |
|  |                             |
|  | Harakmbet                   |
|  |                             |

|  | Harakmbet |
|  |           |

## Contacte lingüístic
Jolkesky (2016) assenyala que hi ha semblances lèxiques amb les llengües arawak a causa del contacte.

## Vocabulari
La següent taula d'Adelaar (2000) llista els cognats lèxics entre kanamarí i harákmbut:
| no. | Castellà (original) | Anglès (translated) | Kanamarí                                             | Harakmbut                                                |
| --- | ------------------- | ------------------- | ---------------------------------------------------- | -------------------------------------------------------- |
| 1   | casa                | house               | hak                                                  | hák                                                      |
| 2   | diente              | tooth               | i                                                    | -id                                                      |
| 3   | pie                 | foot                | i                                                    | -iʔ                                                      |
| 4   | nariz               | nose                | o(h) pak                                             | -õh                                                      |
| 5   | cabeza              | head                | ki                                                   | -kɨ                                                      |
| 6   | río                 | river               | wa(h)                                                | -wɛ̃ʰ                                                     |
| 7   | huevo               | egg                 | takarapu                                             | po 'objeto redondo (round object)'                       |
| 8   | lengua              | tongue              | noko                                                 | nõʔ                                                      |
| 9   | mano                | hand                | ba                                                   | -ᵐba                                                     |
| 10  | hoja                | leaf                | hakba, taroba                                        | eʔᵐba                                                    |
| 11  | estómago            | stomach             | ma                                                   | wa-mẽʔ 'hígado (liver)'                                  |
| 12  | ojo                 | eye                 | iko                                                  | -kpo                                                     |
| 13  | sangre              | blood               | mimi                                                 | mĩmĩ                                                     |
| 14  | barriga             | belly               | min                                                  | -mĩn 'intestino (intestines)'                            |
| 15  | brazo               | arm                 | pan                                                  | wa-ᵐbaʔagᵑ 'omóplato (shoulderbone)'                     |
| 16  | jaguar              | jaguar              | pida(h)                                              | apetpet                                                  |
| 17  | nombre              | name                | wadik                                                | -ⁿdik                                                    |
| 18  | dentro, en          | inside, in          | naki                                                 | wa-ẽk 'barriga (belly)'                                  |
| 19  | yuca                | yucca               | tawa 'yuca (variedad dulce) (sweet variety of yuca)' | táᵊre                                                    |
| 20  | campo cultivado     | cultivated field    | bao(h)                                               | [taʔ]ᵐba                                                 |
| 21  | negro               | black               | tik                                                  | sik-ⁿda                                                  |
| 22  | camino              | road                | dan                                                  | ⁿagᵑ                                                     |
| 23  | nuevo               | new                 | (a)boawa                                             | -ᵐbo-ⁿda                                                 |
| 24  | palo, árbol         | stick, tree         | o(h)man                                              | wẽⁱmẽⁱ                                                   |
| 25  | carne               | meat                | barahai                                              | áiʔ 'hueso (bone)'; -hẽn 'carne (meat)'                  |
| 26  | comer               | eat                 | pu                                                   | pe                                                       |
| 27  | venir               | come                | dakdyi                                               | e-tʃiak                                                  |
| 28  | defecar             | defecate            | dokna                                                | ⁿdoʔ                                                     |
| 29  | llegar; ir          | arrive; go          | waokdyi 'llegar'                                     | waʔ 'ir'                                                 |
| 30  | leña                | firewood            | i(h)ta                                               | ɨtaʔ                                                     |
| 31  | tobillo             | ankle               | itakon                                               | itak-pi 'espinilla (shin)' (Huachipairi)                 |
| 32  | nube                | cloud               | kodo'omi                                             | kurudⁿ                                                   |
| 33  | cielo               | sky                 | kodoh                                                | kɨ'rɨdⁿ                                                  |
| 34  | viejo; finado       | old; dead           | kidak 'ser viejo (be old)'                           | kʉuⁿdak 'finado (dead)'                                  |
| 35  | quebrar, romper     | break               | kuruk                                                | ketek                                                    |
| 36  | venado              | deer                | ba(h)tyi                                             | ᵐbáwiʰ                                                   |
| 37  | cargar              | load                | ik                                                   | yʉuk                                                     |
| 38  | piel                | skin                | dak                                                  | -síⁿdak                                                  |
| 39  | animal              | animal              | bara 'caza, animal (game, animal)'                   | aᵐbʉuredⁿ                                                |
| 40  | hermano             | brother             | aponpia                                              | pogᵑ 'hermano mayor de la mujer (elder brother of wife)' |
| 41  | padre               | father              | pama                                                 | áːpagᵑ                                                   |
| 42  | madre               | mother              | nyama                                                | náŋʔ                                                     |
| 43  | cabello             | hair                | poi                                                  | -wih 'vello (body hair)'                                 |
| 44  | cuerpo              | body                | boro                                                 | ᵐboroʔ 'grande (big)'                                    |
| 45  | soplar              | blow                | po(h)po(h)[man]                                      | po                                                       |
| 46  | dormir              | sleep               | kitan                                                | táⁱʔ                                                     |
| 47  | niño                | boy                 | opu 'hijo; pequeño (son; small)'                     | wa-ʂí-po                                                 |
| 48  | humo                | smoke               | omi                                                  | oʔsĩwĩ                                                   |
| 49  | hamaca              | hammock             | homo                                                 | horoʔɛʔ                                                  |
| 50  | volver              | return              | kinhina                                              | korʉudⁿ                                                  |
| 51  | lluvia              | rain                | hin                                                  | ówiʔ                                                     |
| 52  | hermana (vocativo)  | sister (vocative)   | miyo                                                 | mĩŋʔ                                                     |
| 53  | testículos          | testicles           | pada kon                                             | wãⁿda 'fruita redonda u oblonga (round or oblong fruit)' |